# Hohe Schaar

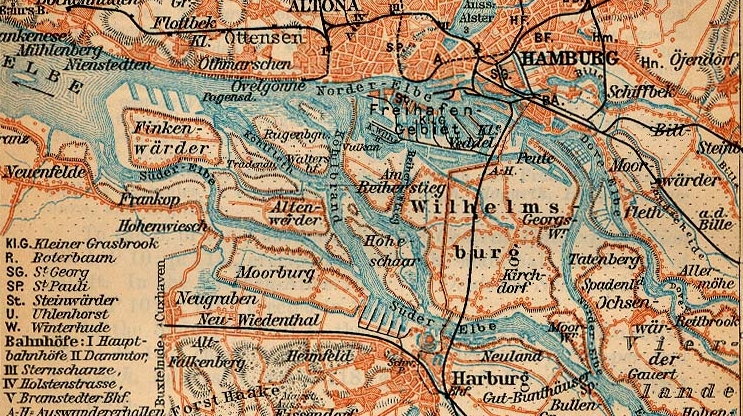
Alrededores de Hamburgo en 1915

Hohe Schaar es una pequeña isla fluvial del río Elba, de 589 hectáreas, ubicada en el barrio de Wilhelmsburg en Hamburgo, Alemania. Actualmente forma parte del puerto de Hamburgo.

## Características
Al norte de la isla se encuentran el puerto de las Flores de Rethe y la península de Kattwyk, y al oeste el puerto de Hohe Schaar, a orillas del Elba Sur. La isla no cuenta con zonas residenciales, aunque hasta la década de 1970 fue hogar de hasta 3000 residentes.  En la actualidad sirve como base para varias industrias, como el transporte marítimo y fluvial, la refinería de petróleo y extensos terminales de contenedores y vehículos, siendo sede de empresas como DHL Freight, DB Schenke, BLG o Garbe Logistic.
La famosa estación de trenes de Rangierbahnhof se encuentra en esta isla, junto a la sede principal de los ferrocarriles portuarios.
La isla está comunicada con otras partes del puerto de Hamburgo a través de tres puentes: en el norte el puente basculante del Rethe, en el oeste el puente de Kattwyk y en el sudeste la calle Hohe Schaar.